# Hühnerfeld (Moor)
Koordinaten: 51° 21′ 58″ N, 9° 40′ 30″ O

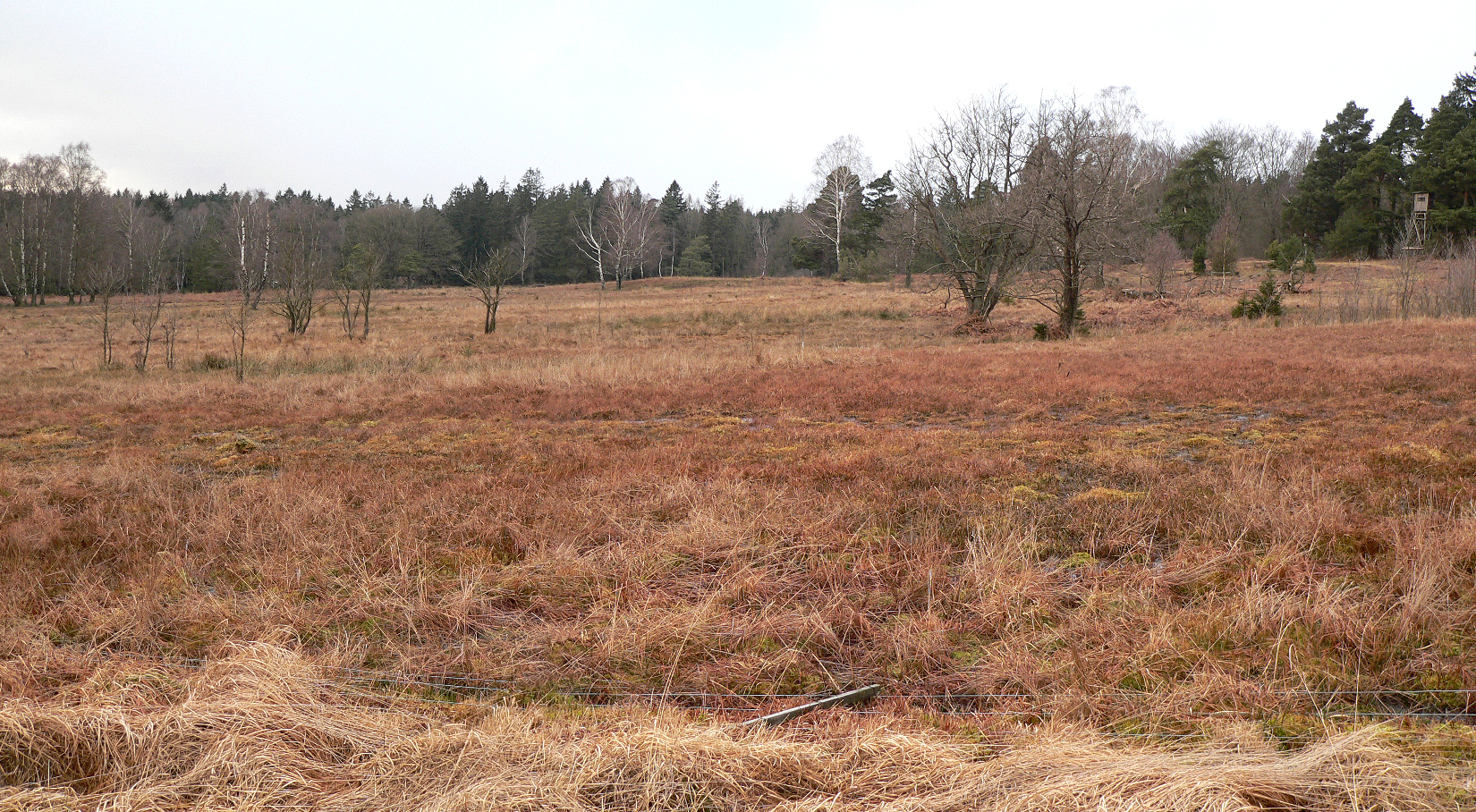
Blick auf das Hühnerfeld

Das Hühnerfeld im südniedersächsischen Landkreis Göttingen (Deutschland) ist ein Zwischenmoor im Kaufunger Wald. In dem südlichsten Moor Niedersachsens kommen gefährdete Pflanzenarten vor, wie Rundblättriger Sonnentau, Weißes Schnabelried und Scheiden-Wollgras. Der Name leitet sich von Hünenfeld ab, womit früher eine freie Fläche im Bergland bezeichnet wurde.

## Geographie

### Lage

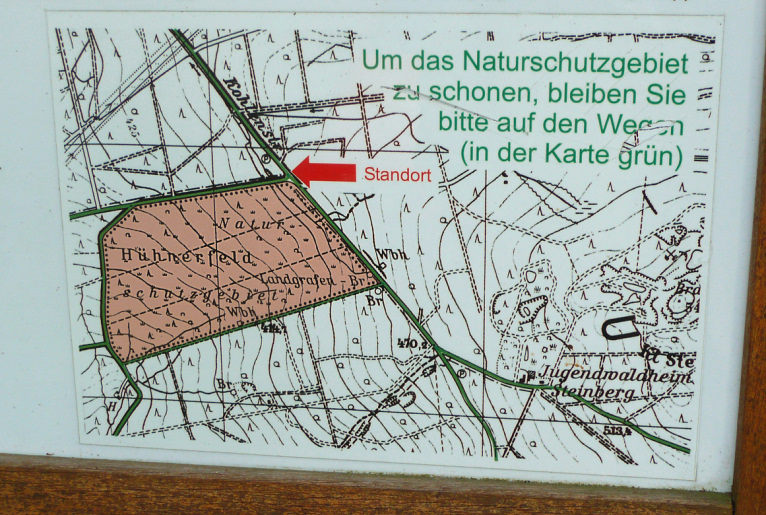
Karte vom Hühnerfeld, Informationstafel am Wandererparkplatz an der Kohlenstraße

Das Hühnerfeld erstreckt sich im nordwestlichen Teil des Kaufunger Walds, der vom Südteil des Naturparks Münden eingenommen wird. Es liegt zwischen dem Kleinen Steinberg (541,9 m ü. NHN) im Osten und dem Hühnerfeldberg (418,4 m) im Westen. Etwa 3 km (Luftlinie) nordöstlich von Sichelnstein, einem Ortsteil von Staufenberg, befindet es sich zwischen 380 und 460 m Höhe. Im Hühnerfeld entspringt ein kleiner Zufluss des Schwarzbachs, der in den Nieste-Zufluss Ingelheimbach mündet. An seinem Ostrand liegen der Landgrafenbrunnen und ein Wasserbehälter.

### Naturräumliche Zuordnung
Das Hühnerfeld gehört in der naturräumlichen Haupteinheitengruppe Osthessisches Bergland (Nr. 35), in der Haupteinheit Fulda-Werra-Bergland (357) und in der Untereinheit Kaufunger Wald und Söhre (357.7) zum Naturraum Kaufunger Wald-Hochfläche (Vorderer Kaufunger Wald) (357.71).

### Historische Kulturlandschaft
Das Hühnerfeld liegt innerhalb der 1,3 km² großen historischen Kulturlandschaft Hühnerfeld und Steinberg, die von landesweiter Bedeutung ist. Diese Zuordnung zu den Kulturlandschaften in Niedersachsen hat der Niedersächsische Landesbetrieb für Wasserwirtschaft, Küsten- und Naturschutz (NLWKN) 2018 getroffen. Ein besonderer, rechtlich verbindlicher Schutzstatus ist mit der Klassifizierung nicht verbunden.

## Moorbeschreibung
Das Hühnerfeld ist eine große Hutungsfläche, stellenweise mit Hochmoorcharakter. Es hat sich aufgrund der Klima- und Bodenverhältnisse gebildet. Die Niederschläge sind erheblich und können im Buntsandsteinuntergrund schwer versickern. Das Gebiet wurde seit dem Mittelalter durch jahrhundertelange Nutzung als Vieh-Hutung geprägt. Bei der Kurhannoverschen Landesaufnahme gegen Ende des 18. Jahrhunderts hatte das Hühnerfeld eine doppelt so große Fläche wie heute. Seit Aufgabe der Hutungsnutzung Mitte des 20. Jahrhunderts breiteten sich zunehmend Pfeifengras, und Adlerfarn aus. Zu den selteneren Pflanzen gehört die Arnika, auch Johannisblume oder Wohlverleih genannt.
Nach dem Zweiten Weltkrieg wollte die Forstwirtschaft auf dem Hühnerfeld rentablen Waldbau betreiben und begann das Gebiet mit Gräben zu entwässern. Mitte der 1950er Jahre machte sich der Leiter der forstwissenschaftlichen Fakultät an der Universität Göttingen stark für die Erhaltung des Hühnerfeldes im ursprünglichen Zustand. Er schlug die Unterschutzstellung als Naturschutzgebiet vor, was 1968 erfolgte (siehe Abschnitt Schutzgebiete). Seit 1993 wird es im Auftrag des Landkreises Göttingen extensiv mit Islandpferden und seit 2005 zusätzlich mit Mutterkühen beweidet. Diese Beweidung hilft gefährdete Pflanzenarten der Borstgrasrasen und Kleinseggenrieder zu erhalten.

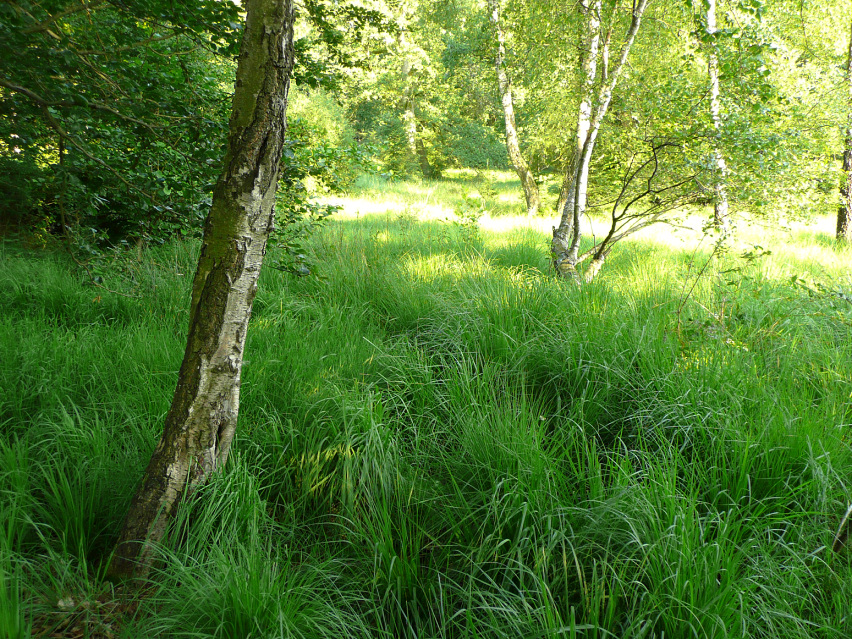
Mooriger Hühnerfeldteil mit Birken
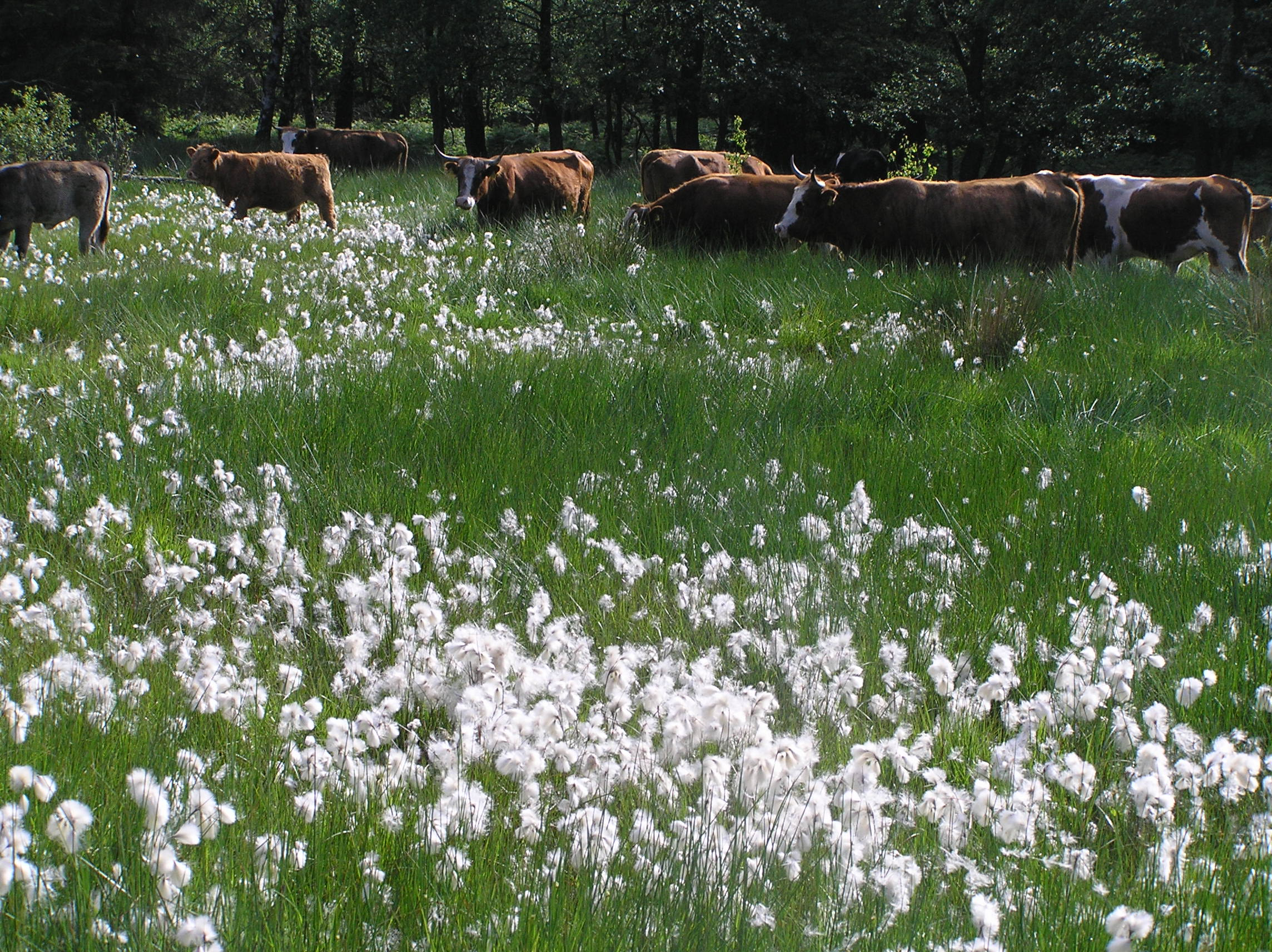
Rinder im Hühnerfeld mit fruchtendem Wollgras
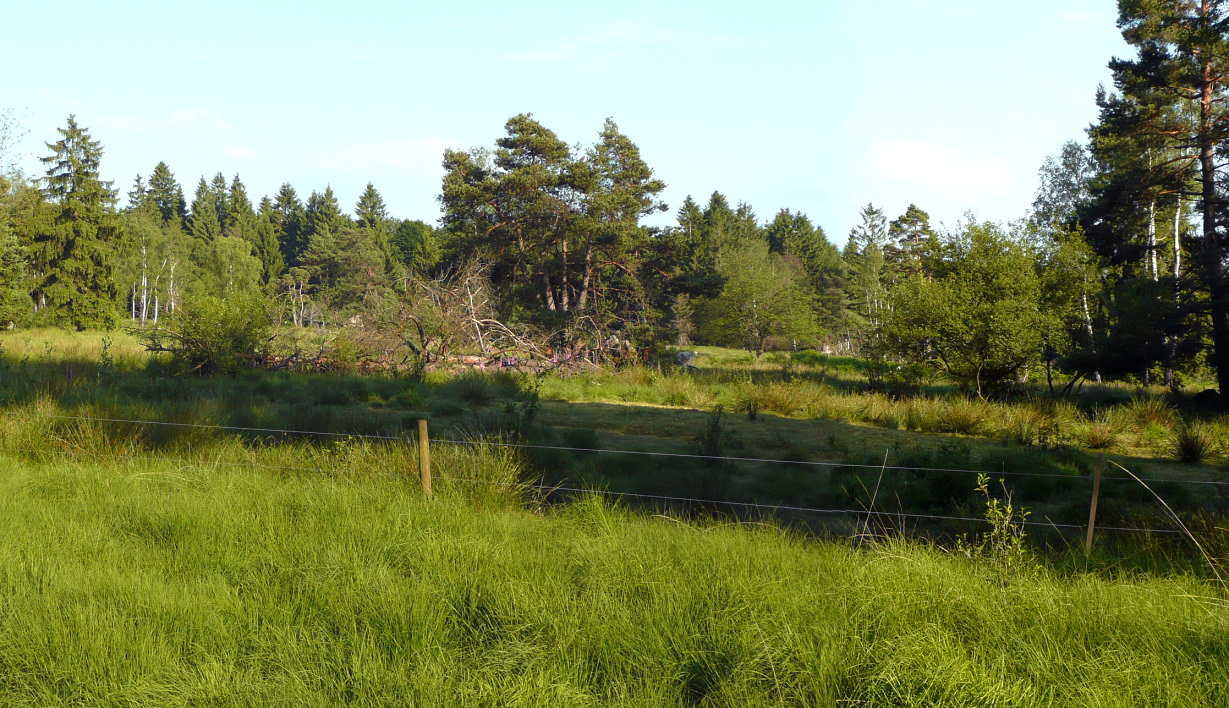
Typische Weidefläche im Hühnerfeld
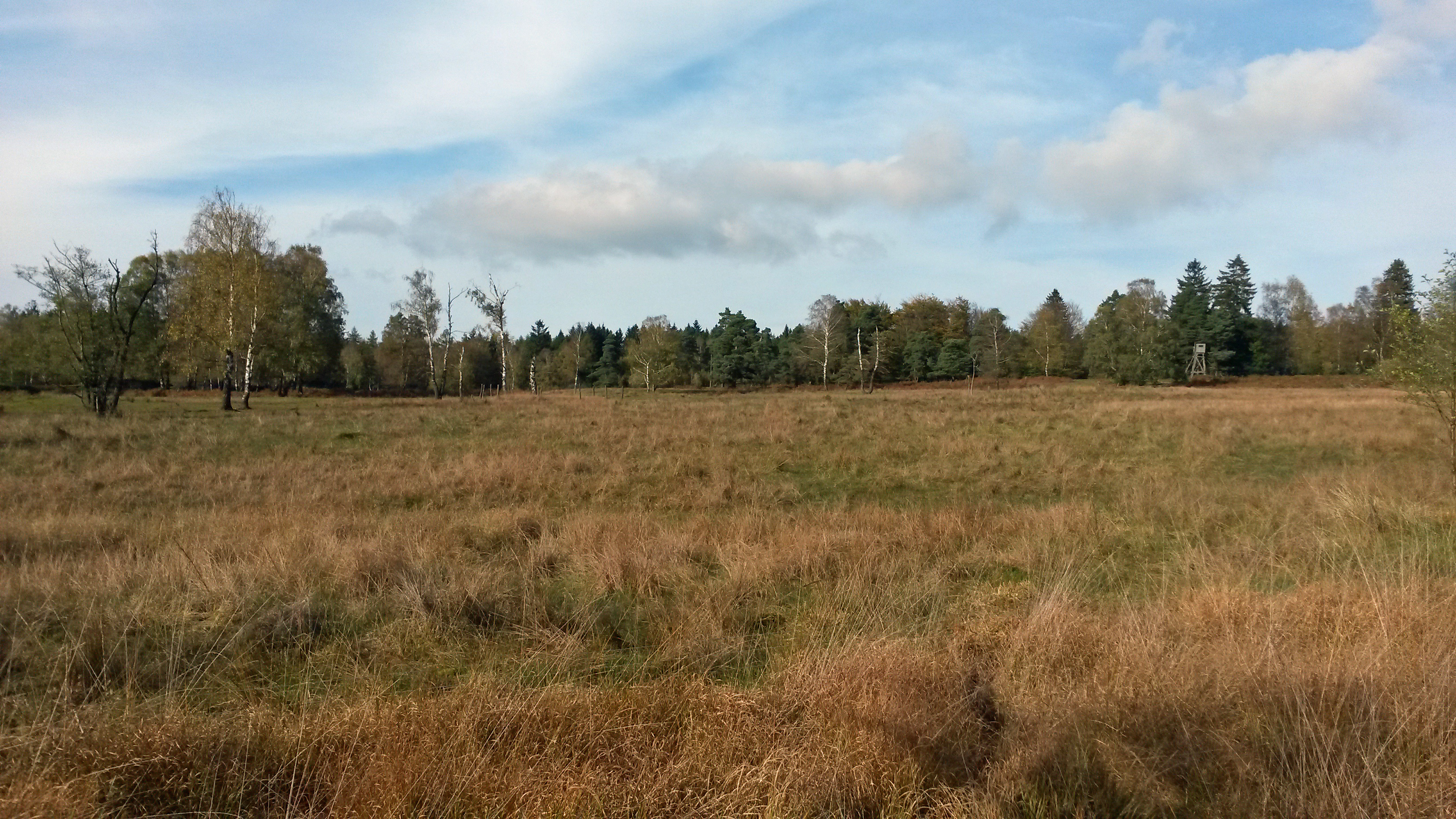
Blick vom Bohlenweg im Hühnerfeld nach Nordosten

## Schutzgebiete
Das Hühnerfeld wurde 1968 als Naturschutzgebiet (NSG) Hühnerfeld (CDDA-Nr. 81952; 52 ha groß) ausgewiesen. Im Juni 2018 ging es im neu ausgewiesenen Naturschutzgebiet Bachtäler im Kaufunger Wald auf. Das Gebiet ist Teil des Fauna-Flora-Habitat-Gebiets Bachtäler im Kaufunger Wald (FFH-Nr. 4623-331; 12,98 km²). Unmittelbar umgeben ist das NSG größtenteils vom Landschaftsschutzgebiet Weserbergland-Kaufunger Wald (CDDA-Nr. 325317; 1989; 285,02 km²), im Südwesten grenzt es an das Landschaftsschutzgebiet „Kaufunger Wald“.

## Verkehr und Wandern

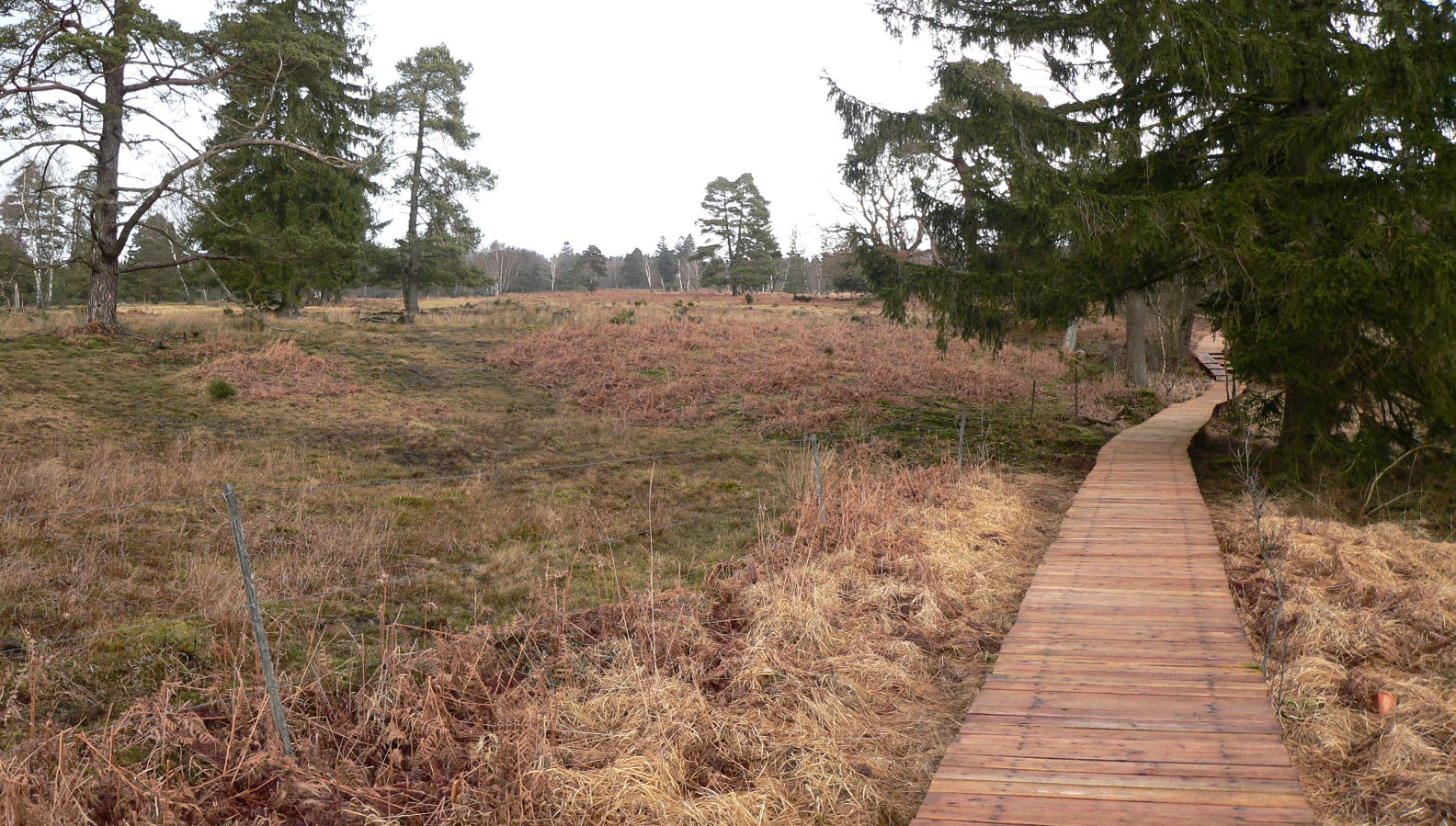
Blick vom Bohlenweg auf das Hühnerfeld

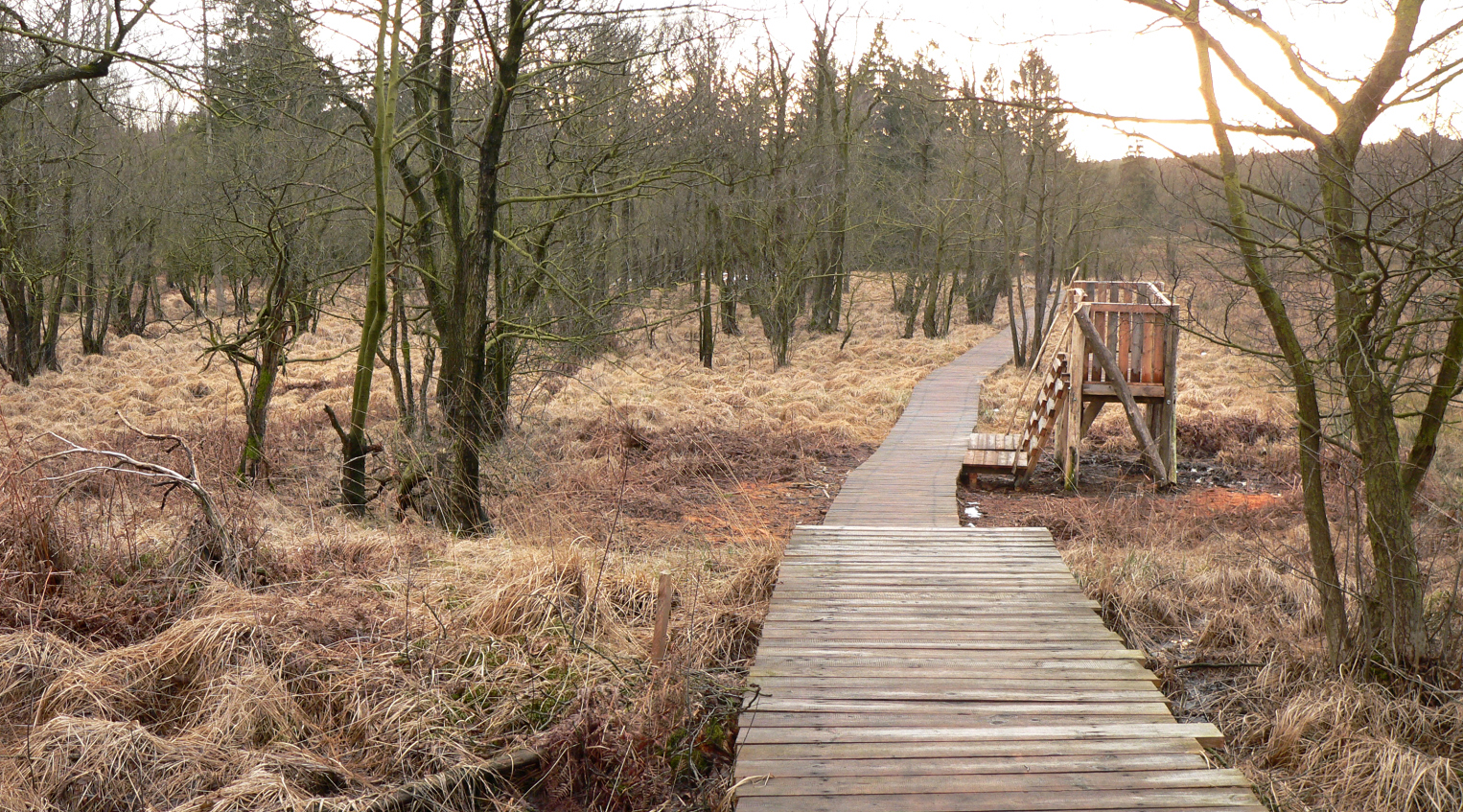
Aussichtspunkt am Bohlenweg

Das Hühnerfeld ist zum Beispiel über die an der Anschlussstelle Hann. Münden/Lutterberg der Bundesautobahn 7 beginnende Kreisstraße 222 und über eine von dieser noch vor Sichelnstein in Richtung Ostnordosten abzweigende Nebenstraße, die vorbei am Hühnerfeld durch den Kaufunger Wald führt, zu erreichen. Über die von der Nebenstraße am nördlichen Ende des Hühnerfelds abzweigende Kohlenstraße, wo sich ein Wandererparkplatz befindet, gelangt man unter anderem auch zum Hühnerfeldberg, zum Kleinen Steinberg und zum Naturfreundehaus Steinberg am Großen Steinberg.
Das Betreten des Hühnerfeldes ist nicht erlaubt. Es darf nur auf dem 2015 fertiggestellten und quer durch das Gebiet führenden Bohlenweg durchwandert werden. Der 1,2 Meter breite Weg mit einer Aussichtsplattform etwa in der Pfadmitte verläuft im Südteil der Landschaft etwa in West-Ost-Richtung entlang der Weidefläche auf einem Gefälle von rund 11 %. Der Pfad wurde vom Umweltbildungsverein Libellula e. V. errichtet. Außerdem kann das Hühnerfeld auf an seinem Rand verlaufenden Wegen und Pfaden direkt umwandert werden (siehe Karte im Abschnitt Lage). Unmittelbar östlich entlang der Kohlenstraße und damit vorbei am Moorgebiet führt der Frau-Holle-Pfad.